# Neopantopsalis psile
Espèce
Neopantopsalis psile est une espèce d'opilions eupnois de la famille des Neopilionidae.

## Distribution
Cette espèce est endémique du Queensland en Australie. Elle se rencontre dans les monts Calliope et sur le mont Blue et le mont Macartney.

## Description
La carapace des mâles mesure de 1,13 à 2,94 mm de long sur de 1,78 à 3,09 mm et la carapace des femelles mesure de 1,06 à 1,86 mm de long sur de 1,98 à 2,33 mm.

## Systématique et taxinomie
Cette espèce a été décrite par Taylor et Hunt en 2009.

## Publication originale
- Taylor & Hunt, 2009 : « New genus of Megalopsalidinae (Arachnida: Opiliones: Monoscutidae) from north-eastern Australia. » Zootaxa, no 2130, p. 41–59.